# Stockholms Auktionsverk

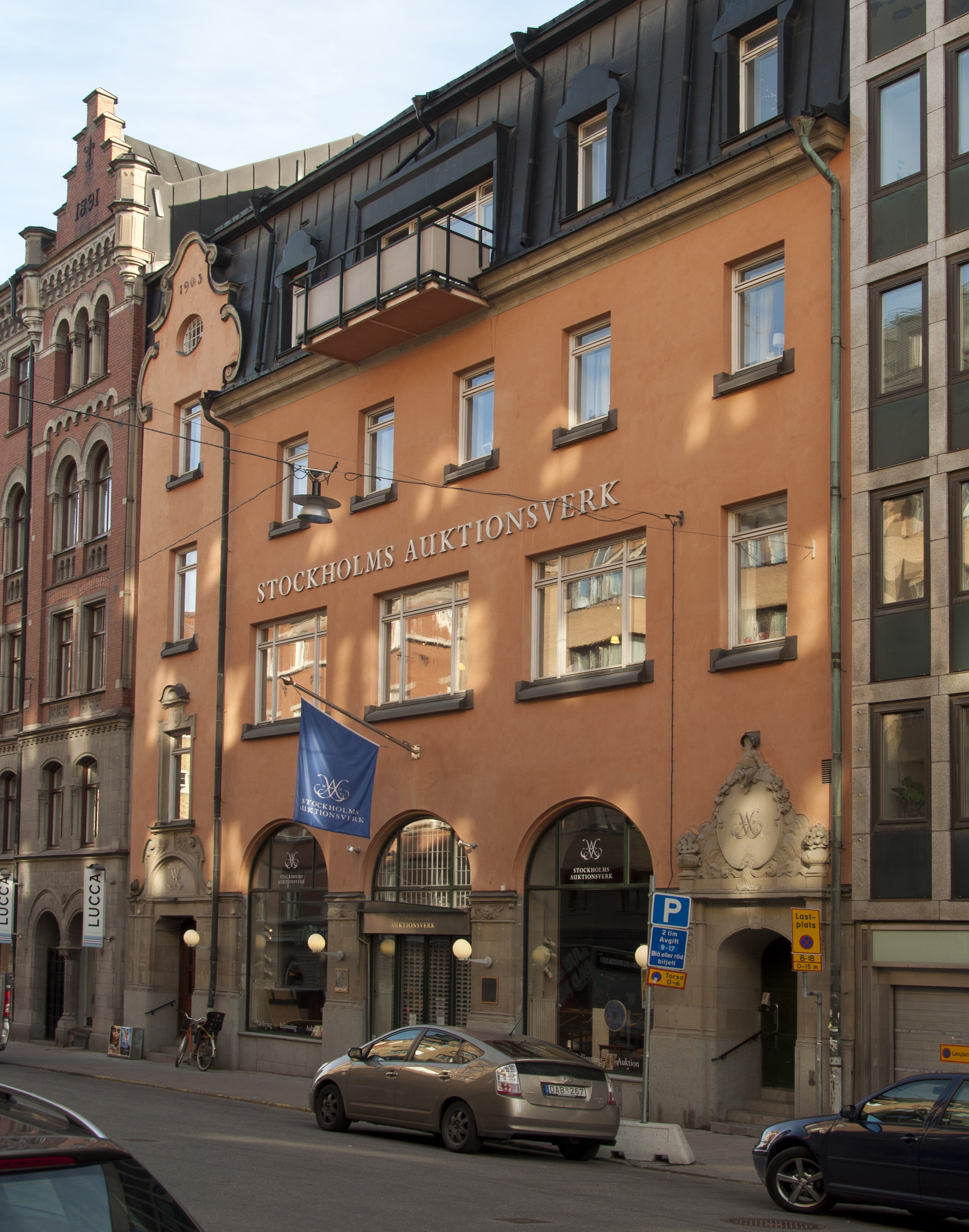
Siedziba Stockholms auktionsverk przy Nybrogatan 32

Stockholms Auktionsverk – szwedzki dom aukcyjny, najstarszy z obecnie działających domów aukcyjnych na świecie. Został założony w 1674 roku z inicjatywy barona Claesa Rålamba, ówczesnego gubernatora Sztokholmu. Siedziba domu mieści się w Sztokholmie przy Nybrogatan 32.

## Historia
Dom aukcyjny Stockholms Auktionsverk został założony w 1674 roku z inicjatywy barona Claesa Rålamba, który był wówczas gubernatorem Sztokholmu. Jest najstarszym nieprzerwanie działającym domem aukcyjnym na świecie. Lista jego klientów na przestrzeni wieków zawiera takie nazwiska jak: królowie Karol XI i Gustaw III, poeta i kompozytor Carl Michael Bellman oraz pisarze August Strindberg i Selma Lagerlöf.
Obecnie Stockholms Auktionsverk jest jednym z wiodących skandynawskich domów aukcyjnych, miejscem, w którym handluje się dziełami sztuki, wyrobami rzemiosła artystycznego i antykami. Wiosną i jesienią przy Nybrogatan 32 w Sztokholmie organizowane są aukcje tradycyjne w kategoriach: Klassiska (Klasyka), Moderna (Nowoczesność) i Samtida (Współczesność), natomiast filia Magasin 5 w Stockholms Frihamn przy Palermogatan 21-23 prowadzi miejskie aukcje internetowe. Oprócz nich w Magasin 5 organizuje się aukcje specjalne, między innymi książek czy mody. Wielką popularność zyskała też aukcja napojów (dryckesauktionen), organizowana kilka razy w sezonie we współpracy z Systembolaget.
Stockholms Auktionsverk posiada również oddziały w Göteborgu i Malmö. Na arenie
międzynarodowej ma swe przedstawicielstwa w Londynie, Paryżu, Nicei, Nowym Jorku, Brukseli, Genewie, Helsinkach i Oslo.
We wrześniu 2014 roku Stockholms Auktionsverk został zakupiony przez duński portal aukcyjny Lauritz.com. Według Dagens Nyheter kwota zakupu wyniosła co najmniej 100 milionów euro. Obie firmy mają zachować swoje nazwy. Stockholms Auktionsverk będzie nadal prowadzić aukcje tradycyjne, natomiast swoje aukcje internetowe zamieszczać będzie na Lauritz.com. Po fuzji nowa grupa będzie największym domem aukcyjnym w Skandynawii. Prezesem obu firm został Bengt Sundström.